# Expedición franco-española a Terranova
La Expedición franco-española a Terranova fue una serie de maniobras navales y desembarcos anfibios en las cosas de Terranova, Labrador y San Pedro y Miquelón llevada a cabo por un combinado de barcos españoles y franceses durante la Segunda Coalición de las Guerras Revolucionarias Francesas y la Guerra anglo-española. Esta expedición, compuesta de siete barcos de línea y tres fragatas bajo las órdenes del Almirante Joseph de Richery partió de Cádiz en agosto de 1796 acompañada por un escuadrón español mucho más fuerte, que tenía el ánimo de escoltarla hasta las costas de Terranova.
En el 28 de agosto de 1796 este combinado franco-español de 20 naves, llevando 1.500 tropas regulares, apareció en las costas de Terranova. En Inglaterra se ocasionó una fuerte alarma social por las primeras noticias de estos eventos en Terranova, las noticias traía el efecto de que los franceses habían realmente desembarcado 1500 en Bay Bulls y 2000 en Portugal Cove, en Bahía de la Concepción, desde donde ellos habían marchado contra San Juan de Terranova. En San Juan de Terranova la guarnición local del Real Regimiento de Terranova, el Artillero Real, los Reales Voluntarios de Terranova, con la ayuda de los hombres dispuestos, establecieron un campamento en la cima de Signal Hill a principios de septiembre. Una bomba fue construida alrededor del puerto y tres barcos de fuego fueron preparados. El almirante francés Joseph de Richery decidió no desembarcar después de ver sus fuerzas, y después de cernirse sobre el área durante algunos días, he escogió en su lugar desembarcar en Bay Bulls, 18 millas al sur de Saint John's, el 4 de septiembre.
El 4 de septiembre la expedición entró en la ciudad de Bay Bulls, y no fueron encontradas suficientes fuerzas para proteger terranova, que fue devastada con fuego y destrucción, y se hizo un gran daño a la pesquerías. Después de tomar docenas de prisioneros británicos, la flota combinada zarpó hacia San Pedro y Miquelón, que estaba en manos de los británicos en ese momento, y permanecieron cerca de las islas durante dos semanas, tomando agua y preparándose para el viaje de vuelta a Francia y España. La expedición combinada destruyó unos 100 barcos de pesca de la flota de Terranova y quemó las estaciones de pesca a lo largo de la costa de Terranova, incluyendo la base de la guardia inglesa en Placentia Bay.

## Trasfondo
El 10 de agosto un tratado de alianza, ofensivo y defensivo, entre Francia y España, el Segundo Tratado de San Ildefonso, firmando en el Palacio Real de la Granja de San Ildefonso, por el cual España tenía que tener una flota en disposición para ayudar a los franceses.
El tratado fue ratificado en París el 12 de septiembre, y el 5 de octubre una declaración de guerra por España contra el Reino Unido de Gran Bretaña fue emitida por Madrid.  La flota, bajo el mando de Don Juan de Lángara, zarpó de Cádiz. Diez navíos de línea bajo el mando del contraalmirante Solano fueron despachadas para unirse con las fuerzas franceses, consistentes en siete navíos de línea y tres fragatas, bajo el mando del Almirante Richery, en una expedición contra los asentamientos británicos en Terranova.
En agosto de 1796, Canadá y Nueva Escocia se alarmaron por las noticias de que el Almirante Richery había escapado de la vigilancia del Almirante Robert Mann fuera de Cádiz, y había emprendido camino a Terranova con siete navíos de línea y algunas fragatas. Contra esta fuerza el vicealmirante Wallace en San Juan de Terranova pudo solamente oponer el viejo HMS Romney (1762) de 50 cañones, dos del 32 y dos del 16. El capitán Taylor, en el HMS Andromeda, de 32 cañones, había partido de los Grandes Bancos de Terranova con órdenes de cruzar allí para la protección del mercado marítimo. El 3 de septiembre él habló con una goleta, diciéndole el principal de la nave que había avistado la flota del enemigo en la costa, consistente en algunos barcos de línea y fragatas. Subsiguientes informes incrementaron la alarma en la línea principal por comentarios de los desembarcos franceses en Bahía Concepción.

## Ataque aSan Juan de Terranova
Richery hizo estimaciones para San Juan de Terranova de que su superior poder de fuego podría someter Fuerte Amherst. Con la batería silenciada, él pudo poner sus fuerzas de camino al puerto para destruir la ciudad. Incontables en el mar, los británicos se retiraron detrás de la protección de sus fuertes y baterías de San Juan de Terranova y se prepararon para oponer resistencia.
Era la mañana del 2 de septiembre de 1796 cuando la flota francesa fue avistada en la costa. Wallace no tenía una gran guarnición en San Juan de Terranova entonces, de modo que él intentó dar la impresión de que la tenía. Esto fue con la intención de hacer creer a los franceses que San Juan de Terranova podría ser costosa de tomar.
Él tuvo a sus hombres en ambos lados de la entrada a Narrows y entonces marchó con ellas hacia y frente a Fort Amerst y entre Signal Hill.
Richard tuvo el inconveniente de no tener fuentes de inteligencia sobre las denfensas de San Juan de Terranova y no tenía pilotos para las aguas de Terranova. Él tuvo que depender de la información de John Morridge, maestre de un barco de pesca perteneciente al gobernador Wallace, que era uno de los prisioneros tomados en Bay Bulls. La gran flota de Richery se movió a Cabo Spear para observar durante un día algo desalentador. A la mañana siguiente, Richery formó una línea de batalla y la condujo a la entrada del puerto. Como ellos fueron sin el alcance de las 24 libras a Fuerte Amherst, su solución se debilitó.
Tomando los grandes barcos, él regresó al mar. El ardid funcionó y la ciudad se salvó. La amenaza del almirante Richery a San Juan de Terranova finalmente no fue a nada frente a las gestiones del nuevo gobernador, el almirante Sir Richard Wallace, que reclutó voluntarios, fortaleció las defensas y preparó nuevas baterías.
En Francia, el público fue informado de que Richery había forzado la derrota de San Juan de Terranova y había capturado una gran cantidad de barcos y enviado más de cien navegantes y prisioneros a Santo Domingo. No fue hasta octubre que hubo auténtica información recabada del Reino Unido, cuando se supo que el almirante francés había dado largas al plan de asalto de San Juan de Terranova y había dejado la costa el 29 de septiembre.

## Bay Bulls
El 4 de septiembre el escuadrón francés entró en Bay Bulls. La ciudad se rindió a su aproximación. El Almirante Richery saqueó y destruyó completamente los asentamientos y los pesqueros, incluidas las estaciones de pesca, conduciendo a sus habitantes a los bosques. 57 edificios y 47 barcos de pesca fueron capturados con más de 400 prisioneros.

Quemaron sus tiendas y casas, tomaron su pescado y su aceite, la producción duramente ganada, de su trabajo anual.

## Chateau Bay
El 5 de septiembre, Richery se separó del almirante Zacharie Jacques Théodore Allemand, para incursionar en la Bahía de Castles, en Labrador, con los barcos Duquesne, Censur y Friponne, mientras el propio Richery se dirigía a San Pedro y Miquelón con los barcos Victorie, Barras, Jupiter, Bewick y el Révolution, y las fragatas Émbuscade y Félicité para tratar los establecimientos de la costa.
Retrasado por los vientos y las nieblas, Allemand no entró en la bahía de Castles hasta el 22 de septiembre, y para ese tiempo muchos de los barcos de pesca había partido para Europa. El comandante francés envió a un oficial con una bandera de tregua pidiendo la rendición de la ciudad. Esto fue refutado, pero la aproximación del escuadrón compelió al comandante en jefe británico a destruir las estaciones de pesca.

## Incursión en San Pedro y Miguelón
Richery destruyó todos los edificios, veleros y estaciones de pesca que encontró en San Pedro y Miguelón, proclamando las islas para Francia pero dejándolas sin poblar. Aproximadamente 225 casas, 17 grandes  andamios, 80 barcos de pesca y 80.000 quintales de bacalao fueron quemadas en la tierra.
El almirante Richery izó la bandera francesa e la isla de San Pedro, que sucumbió a una fuerza desde Halifax años antes, pero que había estado dejada sin una guarnición, hasta que un grupo de pescadores británicos habían tomado posesión del lugar y habían construido una ciudad. El escuadrón de Richery entonces se dividió, una porción partió para las costas de Labrador para interceptar a los barcos pesqueros de regreso de Quebec mientras el almirante Richery permanecía cerca de Cabo Bretón con cuatro barcos de línea y una fragata.
El 27 de septiembre, el almirante George Murray llegó a Halifax desde Bermudas. Aunque la información presentada a él seguía siendo confusa, la aparente falta de transportes y tropas indicaba que la expedición era una incursión más que un serio intento de tomar Terranova. Dos días después, Allemand se mantuvo lejos de la costa y, como Richery ya había hecho, regresó a casa. El 5 de noviembre Richery, con su división, entró en el Puerto de Roquefort, y el 15 Allemand con la suya regresó a Lorient.

## Secuelas
La flota combinada de Francia y España había destruido más de 100 veleros mercantes y tomado un gran número de prisioneros. Algunos fueron enviados en barco a Halifax, y los restantes, unos 300, fueron enviados a Francia y España. Los bancos de pesca británicos en Terranova fueron recuperados a raíz de la firma del Tratado de Amiens en marzo de 1802, y en ese año, 71 terranovenses y 58 veleros británicos prosiguieron con las pesquerías del Gran Banco de Terranova (Grand Banks en inglés). Disminuyeron otra vez con el comienzo de la guerra en 1803 y se recuperaron algo después de la Batalla de Trafalgar el octubre de 1805, pero disminuyeron otra vez durante la Guerra anglo-estadounidense de 1812.

## Literatura popular
El novelista español Arturo Pérez-Reverte cita esta expedición en uno de sus libros, Cabo Trafalgar: un relato naval.